# Steve Scott

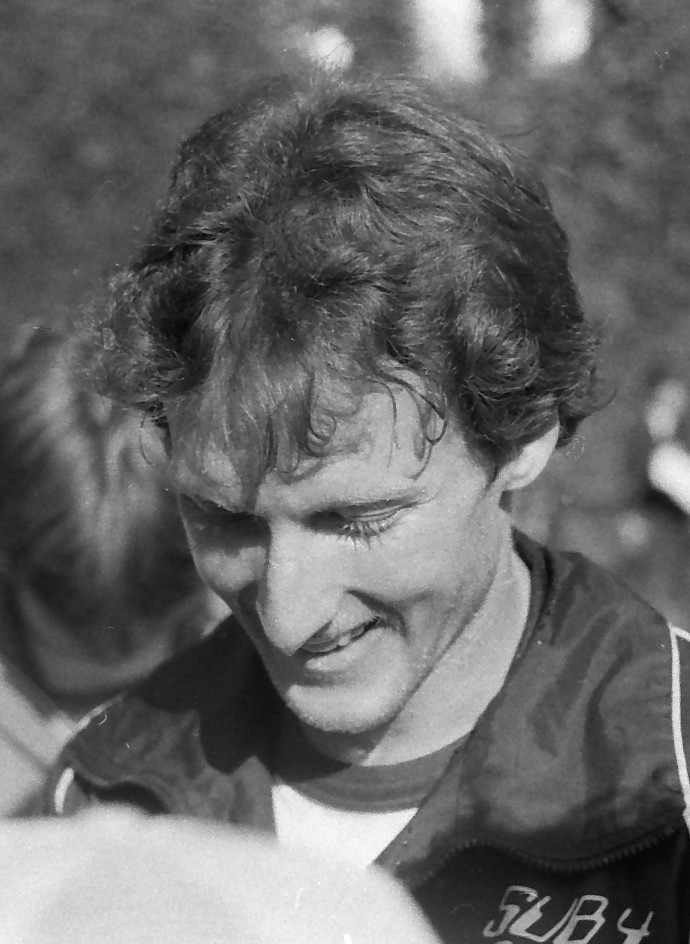
Steve Scott (1982)

Steve Scott (eigentlich: Steven Michael Scott; * 5. Mai 1956 in Upland, Kalifornien) ist ein ehemaliger US-amerikanischer Mittel- und Langstreckenläufer.

## Karriere
Seine Spezialstrecke war der Meilenlauf, bei dem er 136-mal unter 4 Minuten blieb, so oft wie kein anderer Läufer. Sein US-Rekord über diese Distanz von 1982 wurde erst 2007 von Alan Webb gebrochen.
1980 gewann er den US-Ausscheidungskampf über 1500 Meter für die Olympischen Spiele in Moskau, wo er aber wegen des US-Boykotts der Spiele nicht startete.
1983 errang er über dieselbe Distanz Silber bei den Weltmeisterschaften in Helsinki hinter Steve Cram. Bei den Olympischen Spielen 1984 in Los Angeles wurde er Zehnter, bei den Weltmeisterschaften 1987 in Rom Zwölfter und bei den Olympischen Spielen 1988 in Seoul Fünfter.
Von 1986 bis 1988 gewann er dreimal in Folge die Carlsbad 5000 und stellte bei seinem ersten und dritten Sieg jeweils eine Weltbestzeit im 5-km-Straßenlauf auf.
Steve Scott ist Absolvent der University of California, Irvine. 1994 erkrankte er an Hodenkrebs, wurde aber geheilt. Seitdem ist er als Trainer tätig. Er lebt mit seiner Ehefrau in Carlsbad und ist Vater von zwei Söhnen.

## Persönliche Bestleistungen
- 800 m: 1:45,04 min, 4. Juli 1982, Gloppen
- 1000 Meter: 2:16,40 min, 23. August 1981, Nizza
- 1500 m: 3:31,76 min, 16. Juli 1985, Nizza
- 1 Meile: 3:47,69 min, 7. Juli 1982, Oslo
  - Halle: 3:51,8 min, 20. Februar 1981, San Diego (ehemaliger Weltrekord)
- 2000 Meter: 4:54,71 min, 31. August 1982, Ingelheim am Rhein
  - Halle: 4:58,6 min, 7. Februar 1981, Louisville (ehemaliger Weltrekord)
- 3000 m: 7:36,69 min, 1. September 1981, Ingelheim am Rhein
  - Halle: 7:39,94 min, 10. Februar 1989, East Rutherford
- 5000 m: 13:30,39 min, 6. Juni 1987, Eugene
- 5-km-Straßenlauf: 13:31 min, 27. März 1988, Carlsbad